# Escaphiella isabela
Espèce
Escaphiella isabela est une espèce d'araignées aranéomorphes de la famille des Oonopidae.

## Distribution
Cette espèce est endémique de l'île Isabela aux Galápagos,. Elle se rencontre de 340 à 380 m d'altitude sur les volcans Darwin et Alcedo.

## Description
Le mâle holotype mesure 1,34 mm et la femelle paratype 1,62 mm.

## Étymologie
Cette espèce est nommée en référence au lieu de sa découverte, l'île Isabela.

## Publication originale
- Platnick & Dupérré, 2009 : The American goblin spiders of the new genus Escaphiella (Araneae, Oonopidae). Bulletin of the American Museum of Natural History, no 328, p. 1-151 (texte intégral).